# レモンの天使
『レモンの天使』（レモンのてんし）は、1971年10月から1972年3月にかけて全26話がフジテレビ系列の毎週月曜夜7時台に放送された東宝制作のテレビドラマ。全26回。

## 概要
『柔道一直線』（TBS系列）で人気者になった吉沢京子が主演した看護学校「東京明和医大附属准看護学院」を舞台に看護婦（女性看護師）をめざす少女たちを描いた青春根性ドラマ。「職根（職業根性）ドラマ」とも言われていた。吉沢京子は、ほぼ同時並行で『さぼてんとマシュマロ』（日本テレビ系列）にも主演していた。
明るく活発で、誰からも好かれる「レモンエイジ」の15歳、原ゆかり（吉沢）と、ゆかりとは事あるごとに衝突したり恋敵になったりライバル関係にある矢島明美（青木）、九十九里浜近くの町育ちで愉快だがちゃっかり者でやんちゃで喧嘩っ早くもありちょっとそそっかしい、ゆかりと大の仲良しになる石川珠子（松原）の三人を中心にドラマは進行。三人は学院の入学式で出会ったが、入学早々ゆかりと明美は喧嘩騒ぎを起こしてしまう。その後も学院内は中卒組と高卒組の対立が激しくなり、中卒組のゆかりもこれに巻き込まれることに…。

## 出演者
- 原ゆかり：吉沢京子
- 矢島明美：青木英美
- 石川珠子：松原麻里
- 清水先生：竜雷太
- 難波タカ子：小林亜紀子
- キクエ：瀬川由紀
- 和子：相原ふさ子
- 林早苗（他校の実習生）：津田京子
- 清水照夫（清水先生の弟）：大矢茂
- 斉藤先輩：赤座美代子
- 井上先生（看護婦）：夏海千佳子
- 村田先生（看護婦）：島田多江
- ゆかりの母・文江：風見章子
- 明美の母・くるみ：東恵美子
- ナレーション：太田淑子
- 同：瀬能礼子（太田から交代）

### ゲスト
- 美保：梅田智子 （第15話）
  - 親を交通事故で失った高校生。
- 今村京子：中山麻理 （第16話）
  - 産婦人科高看生。
- 河村卓也：高田直久 （第17話）
  - 高校生。ラグビー部で活動している。
- 河村耕造：下川辰平 （第17話）
  - 卓也の父。
- 金井紀子：皆川妙子 （第18話）
  - 美容師。
- 昌治：原田大二郎 （第19話）
  - キクエのいとこ。
- 久保田大吉：藤田進 （第20話）
  - 清水先生の高校時代の恩師。
- ：坂上忍 （第20話）
  - 入院患者の父親の息子。
- 高見沢公彦：山内賢 （第21話）
- 牧田次郎：頭師孝雄 （第22話）
  - 東京明和医大付属病院に入院している工員。
- 矢沢：梅津栄 （第22話）
  - 牧田と同じ病室に入院している患者。
- 和田良介：柴田侊彦 （第26話）
  - 早苗の恋人。

他

## スタッフ
- 脚本：櫻井康裕[5] ほか
- 監督：児玉進 ほか
- 制作：東宝株式会社

## 主題歌
- 主題歌「レモンの天使」
- 副主題歌「波が愛を」
  - 以上、作詞：木元教子／作曲・編曲：越部信義／歌：ザ・ヴァイオレッツ（東芝EMI）

## サブタイトル
1. 私は負けない！ （1971年10月4日）
2. 裏切られた友情 （1971年10月11日）
3. 喧嘩なら任しとけ （1971年10月18日）
4. 憧れの白衣を汚すな！ （1971年10月25日）
5. 傷だらけの天使 （1971年11月1日）
6. 天使よ青空に歌おう！ （1971年11月8日）
7. 涙の戴帽式 （1971年11月15日）
8. リボンの誓い （1971年11月22日）
9. 無言の友情 （1971年11月29日）
10. 千羽鶴の願い （1971年12月6日）
11. ひとりぼっちの天使 （1971年12月13日）
12. 泥まみれの友情 （1971年12月20日）
13. 天使の詩 （1971年12月27日）
14. 走れ！D51 （1972年1月3日）
15. 明日に生きよう！ （1972年1月10日）
16. 赤ちゃんに負けるな！ （1972年1月17日）
17. 甦える熱情 （1972年1月24日）
18. インスタント美容師 （1972年1月31日）
19. やられてたまるか！ （1972年2月7日）
20. 明日は日本晴れ （1972年2月14日）
21. 恋はレモンのように （1972年2月21日）
22. 病院は俺の天国 （1972年2月28日）
23. はみだした漫画 （1972年3月6日）
24. 壊れたギター （1972年3月13日）
25. ホカホカ中華饅頭 （1972年3月20日）
26. 愛のウェディングマーチ （1972年3月27日）

## 放送局
- フジテレビ（制作局）：月曜 19:00 - 19:30
- 札幌テレビ放送：日曜 9:00 - 9:30[6]
  - 日本テレビ系列の札幌テレビ放送(STV)で6日遅れの放送。フジテレビ系列の北海道文化放送が1972年4月1日に開局されたが、最終回もそのままSTVで放送された。
- 青森放送：水曜 18:00 - 18:30[7]
- 秋田テレビ：月曜 19:00 - 19:30[8]
- 山形テレビ：月曜 19:00 - 19:30[8]
- 仙台放送：月曜 19:00 - 19:30[8]
- 新潟総合テレビ：金曜 18:00 - 18:30[9]
- 富山テレビ：月曜 19:00 - 19:30[10]
- 石川テレビ：月曜 19:00 - 19:30[10]
- 福井テレビ：月曜 19:00 - 19:30[1]
- 長野放送：月曜 19:00 - 19:30[1]
- 山梨放送：火曜 19:00 - 19:30[11]
- テレビ静岡：月曜 19:00 - 19:30[1]
- 東海テレビ：月曜 19:00 - 19:30[1]
- 関西テレビ：月曜 19:00 - 19:30[1]
- 岡山放送：土曜 18:00 - 18:30[12]
- 広島テレビ：月曜 18:00 - 18:30[13]
- テレビしまね：月曜 19:00 - 19:30[1]
- テレビ西日本：月曜 19:00 - 19:30[1]
- サガテレビ：月曜 19:00 - 19:30[1]
- テレビ長崎：月曜 18:00 - 18:30[14]
- テレビ熊本：月曜 19:00 - 19:30[14]
- 沖縄テレビ：月曜 19:00 - 19:30[1]

## コミカライズ
小林ひでこによって、週刊誌「週刊少女コミック」に連載された。

## 映像ソフト
2023年4月28日にベストフィールドからコレクターズDVDが発売予定（HDリマスター版）、放送50年にして初の映像ソフトとなる。